# Haag (Felső-Frankföld)
Haag település Németországban, azon belül Bajorországban. Lakosainak száma 956 fő (2023. december 31.).

## A település részei
- Bockmühle
- Bocksrück
- Culmberg
- Freileithen
- Gosen
- Haag
- Huth
- Leismühle
- Obernschreez
- Sahrmühle
- Unternschreez

## Története
1810-ben Bajor Királyság része lett.

## Népesség
A település népességének változása:
| Lakosok száma | 767  | 366  | 922  | 919  | 934  | 952  | 917  | 924  | 973  | 956  |
|               | 1970 | 1975 | 2011 | 2012 | 2014 | 2015 | 2017 | 2019 | 2022 | 2023 |

## Galéria

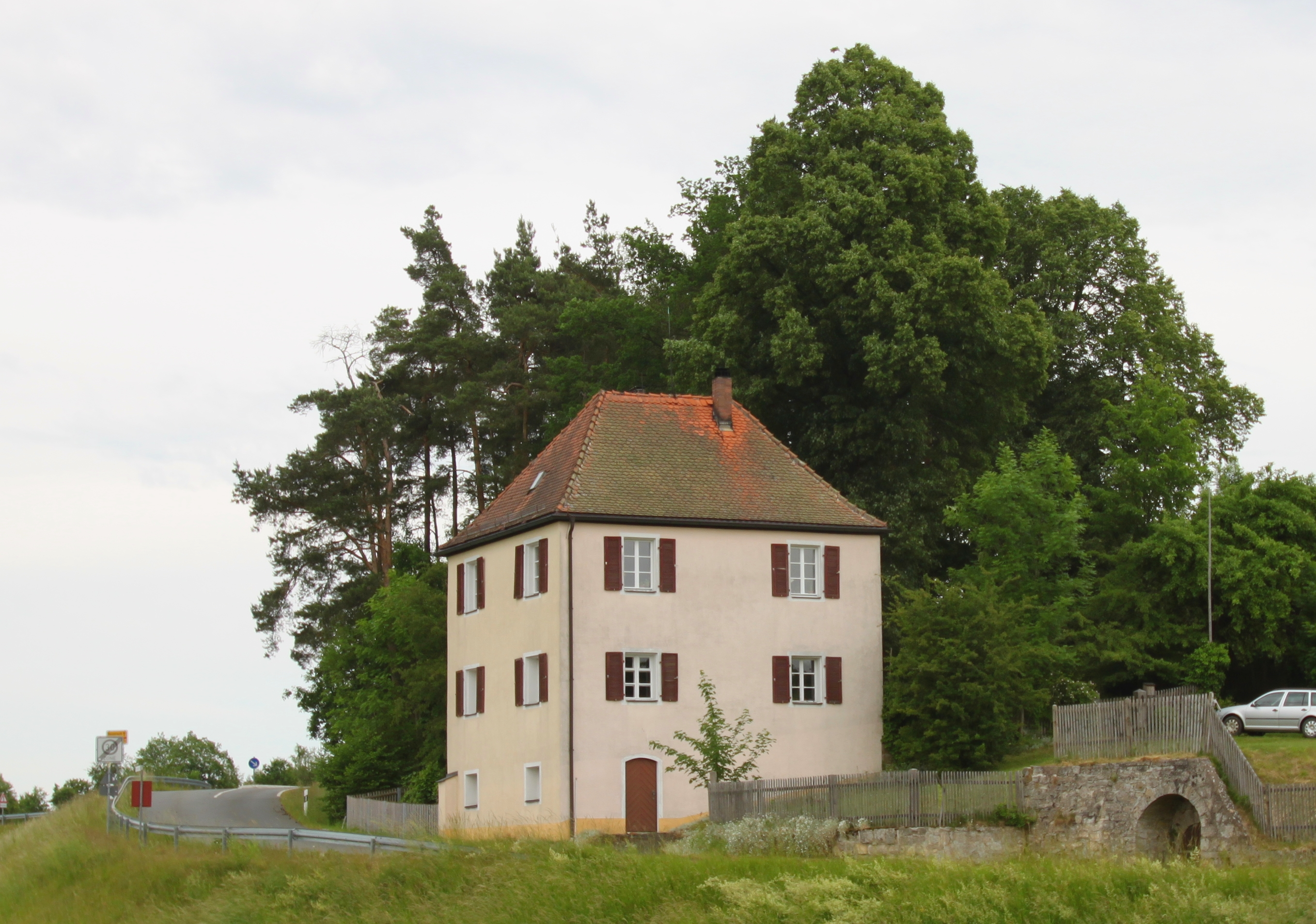
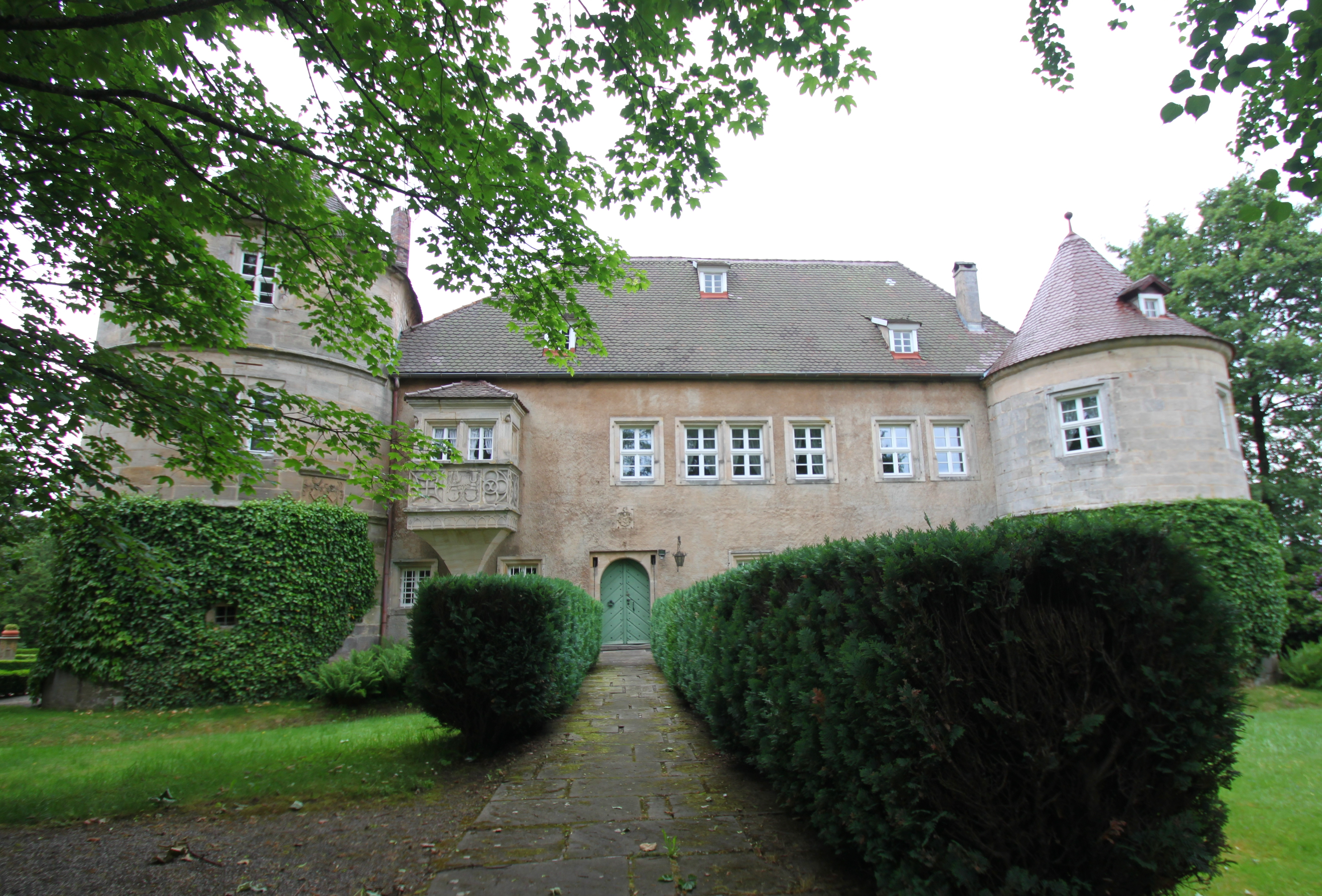
Az unternschreezi kastély